# Farmersville (Teksas)
Farmersville – miasto w Stanach Zjednoczonych, w stanie Teksas, w hrabstwie Collin.